# Zbrodnia pod Sławkowem
Zbrodnia pod Sławkowem – mordy na żydowskich uchodźcach wojennych, dokonane przez funkcjonariuszy SS i niemieckiej policji między 5 a 7 września 1939 roku, w okolicach Sławkowa w Zagłębiu Dąbrowskim, w pierwszych dniach II wojny światowej.
Zbrodnia była elementem szerszej kampanii terroru, której celem było sprowokowanie masowych ucieczek Żydów na tereny położone na wschód od linii Ribbentrop-Mołotow. Główną rolę w tej operacji odgrywała Einsatzgruppe zur besonderen Verwendung, dowodzona przez SS-Obergruppenführera Udo von Woyrscha. Jej funkcjonariusze, być może wspierani przez żołnierzy Wehrmachtu, zatrzymywali i mordowali żydowskich uchodźców, którzy – wracając do swoich domów w Zagłębiu Dąbrowskim – usiłowali przeprawić się przez Białą Przemszę pod Sławkowem. Ponadto około 70–80 Żydów zamordowano w rejonie wsi Kozioł. Łącznie ofiarą zbrodni padło 98 osób.

## Przyczyna
1 września 1939 roku nazistowskie Niemcy rozpoczęły zbrojną agresję przeciwko Polsce. Przełamanie polskiego frontu pod Częstochową spowodowało, że już w nocy z 2 na 3 września Grupa Operacyjna „Śląsk” rozpoczęła odwrót za Przemszę, a następnie dalej na wschód. Do 4 września Niemcy opanowali całą polską część Górnego Śląska wraz ze Śląskiem Cieszyńskim i Zagłębiem Dąbrowskim.
W czasie krótkotrwałych walk na Górnym Śląsku i w Zagłębiu Dąbrowskim regularne oddziały Wojska Polskiego były wspierane przez ochotnicze formacje samoobrony. Wydarzenia te wzbudziły niepokój w dowództwie Wehrmachtu, które interpretowało je jako początek „polskiego powstania”. 3 września 1939 roku, pod wpływem alarmistycznych meldunków wojska, Reichsführer-SS Heinrich Himmler wydał rozkaz utworzenia nowej grupy operacyjnej SD i policji bezpieczeństwa: tzw. Einsatzgruppe zur besonderen Verwendung (pol. „grupa operacyjna do zadań specjalnych”). Jej dowódcą mianowano SS-Obergruppenführera Udo von Woyrscha. Wraz z tą formacją na Górny Śląsk skierowano również dodatkowe bataliony Ordnungspolizei. Zadaniem Einsatzgruppe z.b.V. i pozostałych sił policyjnych miało być „radykalne stłumienie wszystkimi dostępnymi środkami tlącego się polskiego powstania na okupowanych terenach Górnego Śląska”.
Wkrótce okazało się, że raporty Wehrmachtu o „polskich powstańcach” były znacznie przesadzone. Nowym celem Einsatzgruppe z.b.V. stała się więc ludność żydowska. Nazistowscy przywódcy z niepokojem obserwowali bowiem fakt, że w wyniku okupacji zachodniej i centralnej Polski liczba Żydów znajdujących się pod niemieckim panowaniem wzrośnie o prawie 2 miliony. Już na początku drugiego tygodnia września SS-Gruppenführer Reinhard Heydrich zaproponował wysiedlenie polskich Żydów na tereny, które zgodnie z zapisami układu Ribbentrop-Mołotow miały się znaleźć pod okupacją ZSRR. Plan ten został najprawdopodobniej zaakceptowany przez naczelne dowództwo Wehrmachtu. Świadczyć może o tym dyrektywa z 12 września 1939 roku, skierowana przez płk. Eduarda Wagnera, szefa sztabu generalnego kwatermistrza w Oberkommando des Heeres, do dowództwa Grupy Armii „Południe”, zawierająca rozkaz „wywiezienia za San” wszystkich Żydów z polskiej części Górnego Śląska.
Aby przyspieszyć masowy exodus ludności żydowskiej do strefy sowieckiej, Niemcy rozpoczęli brutalne pogromy i wysiedlenia. Kluczową rolę w tej akcji odgrywała Einsatzgruppe z.b.V.

## Przebieg
Jednym z pierwszych miejsc, w których doszło do mordów na Żydach, był Sławków. Miasto zostało zajęte przez Wehrmacht 4 września 1939 roku. Wkroczeniu wojsk niemieckich towarzyszyły szykany i akty terroru wobec ludności żydowskiej. Ortodoksyjnym wyznawcom judaizmu golono brody, a także zmuszano ich do wykonywania ciężkich prac lub poniżających zachowań. Miejscową synagogę sprofanowano.
W okolicach Sławkowa doszło także do szeregu mordów. Jednym z miejsc kaźni był most na Białej Przemszy. Został on wysadzony w powietrze przez wycofujące się na wschód oddziały Wojska Polskiego. W jego pobliżu Niemcy postawili prowizoryczny most drewniany. Jednocześnie rozstawili posterunki, które wyłapywały i mordowały żydowskich uchodźców, usiłujących powrócić do swych domów w Zagłębiu Dąbrowskim. Z relacji jednego z polskich świadków wynika, że ofiary musiały najpierw położyć się w rowie melioracyjnym, znajdującym się po południowej stronie drogi prowadzącej do mostu. Następnie zabierano je na most, ustawiano w rzędy i rozstrzeliwano. Do uciekających strzelano. Niektórych Żydów zmuszono do skakania z mostu do rzeki. Osoby starsze lub nieumiejące pływać zazwyczaj tonęły w nurcie Białej Przemszy, pozostali ginęli od niemieckich kul. Szacuje się, że w pobliżu mostu zamordowano około 30 osób.
Ponadto we wsi Kozioł oraz w jej najbliższej okolicy Niemcy zamordowali 70 lub 80 żydowskich uchodźców. Zwłoki wrzucono do nieczynnych wyrobisk górniczych.
Polscy historycy szacują, że między 5 a 7 września 1939 roku w okolicach Sławkowa zamordowano 98 Żydów. Ofiarami byli uchodźcy z Sosnowca, Będzina, Dąbrowy Górniczej i Strzemieszyc Wielkich.
Szymon Datner sprawstwo zbrodni przypisywał Wehrmachtowi. Jeden z żydowskich świadków twierdził z kolei, że mordów w rejonie mostu na Białej Przemszy dokonywały Wehrmacht i SS, podczas gdy egzekucja w Koźlu miała być dziełem „specjalnej grupy SS, która jeździła po całej okolicy”. Zdaniem Marii Wardzyńskiej za zbrodnię pod Sławkowem odpowiadali funkcjonariusze Einsatzgruppe z.b.V.
Po kilku dniach niemiecka komendantura wojskowa wezwała najznaczniejszych Żydów ze Sławkowa, w tym prezesa gminy żydowskiej, Makowskiego, po czym zmusiła ich do podpisania oświadczenia jakoby Żydzi zamordowani pod Sławkowem zginęli w wyniku nalotów lotniczych.

## Upamiętnienie
Początkowo ofiary pogrzebano w miejscach kaźni. Dopiero po pewnym czasie Niemcy wyrazili zgodę na ich ekshumację i pochówek na cmentarzu żydowskim w Sławkowie. Odnalezione zwłoki spoczęły w zbiorowej mogile.
Przy ul. Olkuskiej w Sławkowie, nieopodal mostu na Białej Przemszy, odsłonięto w 1995 roku niewielki pomnik upamiętniający zamordowanych Żydów. Widnieje na nim inskrypcja w językach polskim i hebrajskim o treści:

W tym miejscu, w pierwszych dniach wojny we wrześniu 1939 r. Niemcy zamordowali dziesiątki Żydów, którzy przechodzili przez uszkodzony most.